# Globba flavibracteata
Globba flavibracteata är en enhjärtbladig växtart som beskrevs av A.Takano och Hiroshi Okada. Globba flavibracteata ingår i släktet Globba och familjen Zingiberaceae. Inga underarter finns listade i Catalogue of Life.